# ジャンニ・ヴァッティモ

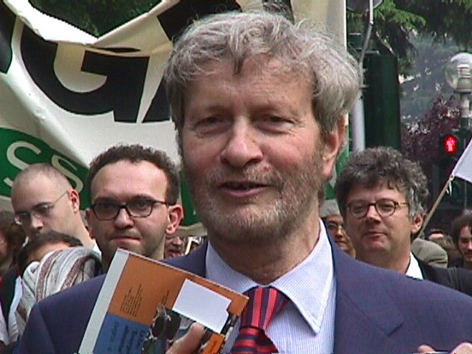
ジャンニ・ヴァッティモ 1999年

ジャンニ・ヴァッティモ（Gianni Vattimo，1936年1月4日 - 2023年9月19日）は、イタリアの美学者・哲学者・政治家。

## 生涯
ピエモンテ州トリノ生まれ。トリノ大学にてルイジ・パレイゾンのもとで哲学の学位を取得、1959年に同大学卒業。ハイデルベルク大学のカール・レーヴィットとハンス・ゲオルク・ガダマーのもとでも学んだ。その後、トリノ大学にて1964年に助教授となり、1969年に美学教授、1982年に哲学教授となる。またアメリカの多くの大学で客員教授を務める。
イタリア急進党やわずかの期間存続した左翼民主党での活動ののち、イタリア共産党に入党する。1999年に欧州議会議員に選出。「ゲイ」であり、ニーチェの「神の死」の意味での「ニヒリスト」を公言している。1992年マックス・プランク賞受賞。
なお、同じくパレイゾンのもとで学んだウンベルト・エーコとは、哲学上の立場を異にしつつも無二の親友であるという。
2023年9月19日に死去。87歳没。

## 哲学
「弱い思考」として世界的に知られるヴァッティモの解釈学は、「すべては解釈にほかならない」というフリードリヒ・ニーチェに端を発している。これは、理性的統合的主体に根ざした客観的真実なるものを強調するモダニティの根本的確実性を放棄し、形而上学的構造は力の戯れに過ぎないという、芸術により近い多面的概念を要求する。
そしてマルティン・ハイデッガーの強い影響下で、絶対的な起源や基礎づけを求める「強い」思考を批判し、そのような「強さ」を求めない「弱い思考」を提起し、多元性、差異性を積極的に引き受けようとする。しかし同時に、無際限な「相対主義」や伝統なるものへの回帰を叫ぶ反動主義（反科学主義）を、現実の被投企性を忘却するものとして批判することも忘れてはいない。
ヴァッティモは理性や現実の唯一無二のいかなる超越論的構造をも拒否するが、これは真実の喪失を意味するわけではなく、そうではなく、地平の開示というハイデッガー的な真実を意味している。哲学はゆえに不定の問いを負い、「アクチュアリティの存在論」であり、それぞれある哲学の歴史的・文化的繋がりによって確認されるのである。
ヴァッティモの思想は、同じくハイデッガーの強い影響下にあるジャック・デリダやエマニュエル・レヴィナスと近しいものがある。しかしあくまでも解釈の多元性と現実の被投企性を引き受けるヴァッティモは、デリダやレヴィナスの思想を現実の多くの媒介を忘却して「まったき他者」との「垂直」の関係を呼び戻してしまったという点で批判してもいる。また、ユルゲン・ハーバーマスの「無際限のコミュニケーション」による社会の透明性への希求も、そのような無際限のコミュニケーションは実は透明性をもたらさず、逆に不透明さと混迷をもたらすだろうとして、批判する。
とはいえ、ヴァッティモはそこから逆に、そのような不透明さこそが、現実の多元性へと目を開かせてくれるものとして積極的に捉え返し、透明なコミュニケーションという「ユートピア」ではなく、複数の解釈が織りなす「ヘテロトピア」という視点を提示する。キリスト教解釈に関しても、「弱さ」すなわち、原理としての脆さに注目している。
2004年に左翼民主党を離党すると、その企投的原理の積極性再評価と共産主義思想への回帰から。また弁証法的に超克すべきソヴィエト的展開を取り除きつつ、ヴァッティモはマルクス主義を肯定する。この新しい選択と「弱い思考」との連続性を彼は主張するが、それゆえ「多くの彼の考え」を変える。共産主義の現実的な性質を示すイデオロギー的基礎としての「弱いマルクス」について、彼は述べるのである。この新マルクス主義的アプローチはそれゆえ、「弱い思考」を政治的視界の枠組みのなかへと実践的に発展させるものとして現れたものであった。サンティアーゴ・ザバーラとの共著になる彼の二冊目の政治的書は『解釈学的共産主義、ハイデッガーからマルクスまで』（2011）である。
著者は「解釈学的共産主義」について、この書においてこう説明する。「ここでの素材はこれまでこれまで公開されなかったものの、二つの著作がこの書の刊行に決定的な役割を果たしている。ジャンニの『この共産を見よ、人はいかにして本来の人になるか』（2007）とサンティアーゴの『存在の残滓、形而上学以後の解釈学的存在論』（2009）が、その二つの書である。前者でヴァッティモは共産主義再評価の政治的必要性を強調し、後者でザバーラは解釈学の進歩性を主張した。解釈学的共産主義はこの二つの根本的発展と見做すことができる」。

## 著書
- Il concetto di fare in Aristotele, Giappichelli, Torino, 1961
- Essere, storia e linguaggio in Heidegger, Filosofia, Torino 1963.
- I potesi su Nietzsche, Giappichelli, Torino, 1967.
- Poesia e ontologia, Mursia, Milano 1968.
- Schleiermacher, filosofo dell'interpretazione, Mursia, Milano, 1968.
- Introduzione ad Heidegger, Laterza, Roma-Bari, 1971.
- Il soggetto e la maschera, Bompiani, Milano, 1974.
- Le avventure della differenza, Garzanti, Milano, 1980.
- Al di là del soggetto, Feltrinelli, Milano, 1981.
- Il pensiero debole, Feltrinelli, Milano, 1983 (a cura di G. Vattimo e P. A. Rovatti)
  - 上村忠男 (翻訳), 山田忠彰 (翻訳), 金山準 (翻訳), 土肥秀行 (翻訳)『弱い思考』法政大学出版局、2012年
- Introduzione a Nietzsche, Laterza, Roma-Bari, 1984.
- La fine della modernità, Garzanti, Milano, 1985.
- Etica dell' interpretazione, Rosenberg & Sellier, Torino, 1989.
- Filosofia al presente, Garzanti, Milano, 1990.
- Oltre l'interpretazione, Laterza, Roma-Bari, 1994.
- Credere di credere, Garzanti, Milano, l996.
- La società trasparente, Garzanti, Milano, 1989; accresciuta, 2000.
  - 多賀健太郎 (翻訳)『透明なる社会』平凡社、2012年
- Dialogo con Nietzsche. Saggi 1961-2000, Garzanti,  Milano, 2000.
- Vocazione e responsabilità del filosofo, Il Melangolo, 2000.
  - 上村忠男 (翻訳)『哲学者の使命と責任』法政大学出版局、2011年
- Tecnica ed esistenza. Una mappa filosofica del Novecento, Paravia, 2002.
- Dopo la cristianità. Per un cristianesimo non religioso, Garzanti, Milano, 2002.
- Nichilismo ed emancipazione. Etica, politica, diritto, Garzanti, Milano, 2003.
- Il socialismo ossia l'Europa, Trauben, 2004
- Il futuro della religione. Carità, ironia, solidarietà, in dialogo con Rorty, Garzanti, Milano, 2005.
- Verità o fede debole? Dialogo su cristianesimo e relativismo, con René Girard. A cura di P. Antonello, Transeuropa Edizioni, Massa, 2006
- Non essere Dio. Un'autobiografia a quattro mani, con Piergiorgio Paterlini, Aliberti editore, Reggio Emilia, 2006
- Ecce comu. Come si ri-diventa ciò che si era, Fazi, Roma, 2007
- After the Death of God, con John D. Caputo, Columbia University Press, 2007
- Addio alla Verità, Meltemi, 2009
- Introduzione all'estetica, Edizioni ETS, Pisa 2010
- Magnificat. Un'idea di montagna, Vivalda, 2011
- Hermeneutic Communism: From Heidegger to Marx, con Santiago Zabala, Columbia University Press, 2011
- Della realtà, Garzanti, Milano, 2012

## 関連サイト
- ジャンニ・ヴァッティモの個人サイト